# Liste de municipalités du Michoacán

Armoiries de l'État de Michoacán de Ocampo

L'État de Michoacán de Ocampo comporte 113 municipalités. La capitale est Morelia.

## Liste des municipalités et des codes INEGI associés
Le code INEGI complet de la municipalité comprend le code de l'État - 16 - suivi du code de la municipalité. Exemple : Morelia = 16053. Chaque municipalité comprend plusieurs localités portant leur propre code. Ainsi, pour le chef-lieu de la municipalité de Morelia, Morelia = 160530001.

État de Michoacán de Ocampo

Municipalités de Michoacán de Ocampo

|     | Municipalité                  | Chef-lieu de municipalité      |
| --- | ----------------------------- | ------------------------------ |
| 001 | Acuitzío                      | Acuitzío del Canje             |
| 002 | Aguililla                     | Aguililla                      |
| 003 | Álvaro Obregón                | Álvaro Obregón                 |
| 004 | Angamacutiro                  | Angamacutiro de la Unión       |
| 005 | Angangueo                     | Mineral de Angangueo           |
| 006 | Apatzingán                    | Apatzingán de la Constitución  |
| 007 | Aporo                         | Aporo                          |
| 008 | Aquila                        | Aquila                         |
| 009 | Ario                          | Ario de Rosales                |
| 010 | Arteaga                       | Arteaga                        |
| 011 | Briseñas                      | Briseñas de Matamoros          |
| 012 | Buenavista                    | Buenavista Tomatlán            |
| 013 | Caracuaro                     | Caracuaro de Morelos           |
| 014 | Coahuayana                    | Coahuayana de Hidalgo          |
| 015 | Coalcomán de Vázquez Pallares | Coalcomán de Vázquez Pallares  |
| 016 | Coeneo                        | Coeneo de la Libertad          |
| 017 | Contepec                      | Contepec                       |
| 018 | Copándaro                     | Copándaro de Galeana           |
| 019 | Cotija                        | Cotija de la Paz               |
| 020 | Cuitzeo                       | Cuitzeo del Porvenir           |
| 021 | Charapan                      | Charapan                       |
| 022 | Charo                         | Charo                          |
| 023 | Chavinda                      | Chavinda                       |
| 024 | Cherán                        | Cherán                         |
| 025 | Chilchota                     | Chilchota                      |
| 026 | Chinicuila                    | Villa Victoria                 |
| 027 | Chucándiro                    | Chucándiro                     |
| 028 | Churintzio                    | Churintzio                     |
| 029 | Churumuco                     | Churumuco de Morelos           |
| 030 | Ecuandureo                    | Ecuandureo                     |
| 031 | Epitácio Huerta               | Epitácio Huerta                |
| 032 | Erongaricuaro                 | Erongaricuaro                  |
| 033 | Gabriel Zamora                | Lombardía                      |
| 034 | Hidalgo                       | Ciudad Hidalgo                 |
| 035 | La Huacana                    | La Huacana                     |
| 036 | Huandacareo                   | Huandacareo                    |
| 037 | Huaniqueo                     | Huaniqueo de Morales           |
| 038 | Huetamo                       | Huetamo de Núñez               |
| 039 | Huiramba                      | Huiramba                       |
| 040 | Indaparapeo                   | Indaparapeo                    |
| 041 | Irimbo                        | Irimbo                         |
| 042 | Ixtlán                        | Ixtlán de los Hervores         |
| 043 | Jacona                        | Jacona de Plancarte            |
| 044 | Jiménez                       | Villa Jiménez                  |
| 045 | Jiquilpan                     | Jiquilpan de Juárez            |
| 046 | Juárez                        | Benito Juárez                  |
| 047 | Jungapeo                      | Jungapeo de Juárez             |
| 048 | Lagunillas (es)               | Lagunillas                     |
| 049 | Madero                        | Villa Madero                   |
| 050 | Maravatío                     | Maravatío de Ocampo            |
| 051 | Marcos                        | San José de Gracia (en)        |
| 052 | Lázaro Cárdenas               | Lázaro Cárdenas                |
| 053 | Morelia                       | Morelia                        |
| 054 | Morelos                       | Villa Morelos                  |
| 055 | Múgica (en)                   | Nueva Italia                   |
| 056 | Nahuatzén                     | Nahuatzén                      |
| 057 | Nocupétaro                    | Nocupétaro de Morelos          |
| 058 | Nuevo Parangaricutiro         | Nuevo San Juan Parangaricutiro |
| 059 | Nuevo Urecho                  | Nuevo Urecho                   |
| 060 | Numarán                       | Numarán                        |
| 061 | Ocampo                        | Ocampo                         |
| 062 | Pajacuarán                    | Pajacuarán                     |
| 063 | Panindicuaro                  | Panindicuaro                   |
| 064 | Parácuaro                     | Parácuaro                      |
| 065 | Paracho                       | Paracho de Verduzco            |
| 066 | Pátzcuaro                     | Pátzcuaro                      |
| 067 | Penjamillo                    | Penjamillo de Degollado        |
| 068 | Peribán                       | Peribán de Ramos               |
| 069 | La Piedad                     | La Piedad                      |
| 070 | Purépero                      | Purépero de Echaíz             |
| 071 | Puruándiro                    | Puruándiro                     |
| 072 | Queréndaro                    | Queréndaro                     |
| 073 | Quiroga                       | Quiroga                        |
| 074 | Cojumatlán de Régules         | Cojumatlán de Régules          |
| 075 | Los Reyes                     | Los Reyes de Salgado           |
| 076 | Sahuayo                       | Sahuayo de Morelos             |
| 077 | San Lucas                     | San Lucas                      |
| 078 | Santa Ana Maya                | Santa Ana Maya                 |
| 079 | Salvador Escalante            | Santa Clara del Cobre          |
| 080 | Senguío                       | Senguío                        |
| 081 | Susupuato                     | Susupuato de Guerrero          |
| 082 | Tacámbaro                     | Tacámbaro de Codallos          |
| 083 | Tancítaro                     | Tancítaro                      |
| 084 | Tangamandapio                 | Santiago Tangamandapio         |
| 085 | Tangancícuaro                 | Tangancícuaro de Arista        |
| 086 | Tanhuato                      | Tanhuato de Guerrero           |
| 087 | Taretán                       | Taretán                        |
| 088 | Tarímbaro                     | Tarímbaro                      |
| 089 | Tepalcatepec                  | Tepalcatepec                   |
| 090 | Tingambato                    | Tingambato                     |
| 091 | Tingüindín                    | Tingüindín                     |
| 092 | Tiquicheo de Nicolas Romero   | Tiquicheo                      |
| 093 | Tlalpujahua                   | Tlalpujahua de Rayón           |
| 094 | Tlazazalca                    | Tlazazalca                     |
| 095 | Tocumbo                       | Tocumbo                        |
| 096 | Tumbiscatío                   | Tumbiscatío de Ruiz            |
| 097 | Turicato                      | Turicato                       |
| 098 | Tuxpan                        | Tuxpan                         |
| 099 | Tuzantla                      | Tuzantla                       |
| 100 | Tzintzuntzan                  | Tzintzuntzan                   |
| 101 | Tzitzío                       | Tzitzío                        |
| 102 | Uruapan                       | Uruapan                        |
| 103 | Venustiano Carranza           | Venustiano Carranza            |
| 104 | Villama                       | Villamar                       |
| 105 | Vista Hermosa                 | Vista Hermosa de Negrete       |
| 106 | Yurécuaro                     | Yurécuaro                      |
| 107 | Zacapú                        | Zacapú                         |
| 108 | Zamora                        | Zamora de Hidalgo              |
| 109 | Zináparo                      | Zináparo                       |
| 110 | Zinapécuaro                   | Zinapécuaro de Figueroa        |
| 111 | Ziracuaretiro                 | Ziracuaretiro                  |
| 112 | Zitácuaro                     | Heroica Zitácuaro              |
| 113 | José Sixto Verduzco           | Pastor Ortiz                   |